# På västfronten intet nytt (1979)
På västfronten intet nytt, engelska: All Quiet on the Western Front, är en brittisk-amerikansk krigsfilm från 1979. Filmen är baserad på den tyske författaren Erich Maria Remarques roman från 1929 På västfronten intet nytt, som tidigare hade filmatiserats redan 1930, och utspelar sig vid västfronten under första världskriget. 
Filmen, som till stor del spelades in i Tjeckoslovakien, blev väl mottagen och belönades med Golden Globe Award och Emmy Award.

## Handling
I filmen får man följa den 19-årige Paul Bäumer (Richard Thomas) som tillsammans med flera av sina före detta skolkamrater tar värvning i den kejserliga tyska armén under första världskriget efter att uppmuntrats till detta av läraren Kantorek (Donald Pleasence). De sänds först till ett träningsläger där de underställs den brutale korpralen Himmelstoss (Ian Holm) varefter de skickas till fronten och ställs under överinseende av Stanislaus "Kat" Katzinsky (Ernest Borgnine). 